# Santa Ana Chapitiro
Santa Ana Chapitiro är en ort i Mexiko.   Den ligger i kommunen Pátzcuaro och delstaten Michoacán de Ocampo, i den södra delen av landet, 260 km väster om huvudstaden Mexico City. Santa Ana Chapitiro ligger 2 063 meter över havet och antalet invånare är 1 042.
Terrängen runt Santa Ana Chapitiro är huvudsakligen kuperad, men åt nordväst är den platt. Runt Santa Ana Chapitiro är det ganska tätbefolkat, med 129 invånare per kvadratkilometer. Närmaste större samhälle är Pátzcuaro, 4,7 km öster om Santa Ana Chapitiro. I omgivningarna runt Santa Ana Chapitiro växer i huvudsak blandskog.